# Пантелей Сеферов
Пантелей (Пандо) Константинов Сеферов е български художник от Македония.

## Биография
Роден е в 1891 година в костурското село Българска Блаца, днес Оксия, Гърция, тогава в Османската империя. В учебната 1910 - 1911 година започва да учи в Художествено-индустриалното училище в София. При избухването на Балканската война в 1912 година прекъсва следването си и се записва доброволец в Македоно-одринското опълчение и служи в Инженерно-техническата част и Първа рота на Пета одринска дружина. След войните в 1913 – 1914 година завършва общия курс на училището, а в 1914 – 1920 година – специалния курс.
Озовава се в Цариград. В 1921 година, когато е завършен строежът на българската гробищна църква в Цариград „Свети Димитър“, на Сеферов е възложено да изработи иконите от иконостаса. В Цариград създава и серия пейзажи с маслени бои.
В 1966 година Сеферов реставрира църквата „Свети Георги“ в Бяла, Русенско. В 1971 - 1974 година изписва стенописите в храма „Свети Архангел Михаил“ в Крупник.